# Paula Giddings
Paula J. Giddings (nascida em 1947 em Yonkers, Nova York ) é uma escritora, historiadora e ativista dos direitos civis afro-americana . Ela é autora de When and Where I Enter: The Impact of Black Women on Race and Sex in America, In Search of Sisterhood: Delta Sigma Theta and the Challenge of the Black Sorority Movement e Ida, A Sword Among Lions: Ida B. Wells e a Campanha Contra o Linchamento .

## Biografia
Paula J. Giddings nasceu em 16 de novembro de 1947 em Yonkers, Nova York, filha de Virginia Iola Stokes e Curtis Gulliver Giddings. Ela cresceu em um bairro predominantemente branco em Yonkers, Nova York, onde experimentava regular e sistematicamente o isolamento e o racismo de seus vizinhos brancos. Quando adolescente em Yonkers, Giddings experimentou e testemunhou pessoalmente o racismo e a violência contra os afro-americanos que levaram e ocorreram em reação ao Movimento dos Direitos Civis . Isso a levou a participar do movimento como Freedom Rider. De acordo com Giddings, isso preparou o cenário para seu desejo de entender tanto a opressão quanto a resistência a ela, um tema que se repetiria por meio de seu próprio ativismo e escrita.

## Educação
Giddings se matriculou na faculdade historicamente negra Howard University em 1965, onde trabalhou no jornal da universidade desde seu primeiro ano. Em 1967, tornou-se editora da revista literária da universidade, The Promethean, e graduou-se como Bacharel em Artes em Inglês em 1969. Como estudante em Howard, Giddings fazia parte de um grupo de estudantes que trabalhavam contra o sexismo, o colorismo e o classismo que eles viam como galopantes em seu campus.

## Carreira
De 1969 a 1972, Giddings trabalhou para a Random House, primeiro como assistente editorial e depois como editor de texto. Ela então se tornou editora associada de livros da Howard University Press. Em 1975, ela se mudou para Paris, França, para servir como chefe da sucursal de Paris da Encore America/Worldwide News . Dois anos depois, transferiu-se para o escritório de Nova York, onde atuou como editora associada até 1979. Em 1975, viajou para a África do Sul onde teve a oportunidade de conhecer líderes do Movimento AntiApartheid.
Em 1984, Giddings publicou seu primeiro livro, When and Where I Enter: The Impact of Black Women on Race and Sex in America. O livro acompanha a história das mulheres negras nos Estados Unidos até a década de 1970 e a confluência dos movimentos dos direitos civis e dos direitos das mulheres. Kirkus Reviews descreveu o livro como "o primeiro estudo histórico da relação, na América, entre racismo e sexismo - amplo, ocasionalmente lento, geralmente sólido e perspicaz". No ano seguinte, Giddings atuou como editor colaborador e editor de resenhas de livros da revista Essence e tornou-se um acadêmico distinto do United Negro College Fund (UNCF).
Em 1988, Giddings ingressou no corpo docente do Douglass College na Rutgers University . Nesse mesmo ano, ela publicou In Search of Sisterhood: Delta Sigma Theta and the Challenge of the Black Sorority Movement, uma história da Delta Sigma Theta, a irmandade afro-americana da qual ela é membro. O livro foi reconhecido por sua profundidade e foco na influência da Delta Sigma Theta e seus membros.
Em 2001, Giddings ingressou no Smith College como Elizabeth A. Woodson 1922 Professor of Africana Studies. Ela também atuou como editora da revista feminista Meridians, feminism, race, transnationalism . Ela então se tornou presidente do departamento do Smith College e conselheira de tese para o departamento de estudos africanos, onde permaneceu até sua aposentadoria em 2017.
Giddings recebeu muitos elogios após a publicação em 2008 de sua biografia da ativista dos direitos civis Ida B. Wells . Ida, Uma Espada Entre Leões: Ida B. Wells e a Campanha Contra o Linchamento receberam o Prêmio Letitia Woods Brown Book 2008 da Associação de Historiadoras Negras, o Gustavus Myers Center for the Study of Bigotry and Human Rights Outstanding Book Award, e foi o vencedor de não ficção de 2009 do Black Caucus do American Library Association Literary Award. Além disso, foi finalista do National Book Critics Circle Award de 2008 e foi nomeado Melhor Livro de 2008 pelo Washington Post e pelo Chicago Tribune . Além disso, o livro foi reconhecido como o vencedor inaugural do Duke University John Hope Franklin Research Center Book Award em 2011.
Em 2017, Giddings foi juiz do National Book Award para obras de não ficção. Nesse mesmo ano, ela foi introduzida na Academia Americana de Artes e Ciências.

## Publicações selecionadas
- Ida, A Sword Among Lions: Ida B. Wells and the Campaign Against Lynching ( Amistad / Harper Collins, 2008,ISBN 0060797363 )
- Burning All Illusions: Writings from The Nation on Race 1866-2002 (Editor) ( Thunder's Mouth Press, 2002,ISBN 1560253843 )
- In Search of Sisterhood: Delta Sigma Theta and the Challenge of the Black Sorority Movement ( William Morrow &amp; Co, 1988; Quill Publishers, 1995,ISBN 0688135099 )
- Quando e onde eu entro: o impacto das mulheres negras sobre raça e sexo na América (William Morrow & Co, 1984; Bantam Press, 1985; 2º: William Morrow Paperbacks, 1996,ISBN 0688146503 )

## Honrarias e prêmios selecionados
- A seguir, uma breve lista de alguns dos reconhecimentos que Paula Giddings recebeu por seu trabalho e seu impacto.[9][10][13][14][15]
  - Prêmio Candace de História, Coalizão Nacional de 100 Mulheres Negras, 1984
  - Bolsista da Fundação Memorial John Simon Guggenheim, 1993
  - Letitia Woods Brown Book Prize da Association of Black Women Historians for Ida, 2008
  - Gustavus Myers Center for the Study of Bigotry and Human Rights Outstanding Book Award for Ida, 2008
  - Los Angeles Times Book Award para Biografia de Ida, 2008
  - Finalista do National Book Critics Circle Award para Ida, 2008
  - A biografia Ida recebeu o prêmio Melhor Livro de 2008 do The Washington Post
  - A biografia Ida recebeu o prêmio de Melhor Livro de 2008 do The Chicago Tribune .
  - Vencedor de não-ficção do Black Caucus do American Library Association Literary Award, 2009
  - Prêmio inaugural do livro John Hope Franklin Research Center, 2011
  - Academia Americana de Artes e Ciências, 2017
  - Howard University Distinguished Alumni Achievement Award In The Field of Journalism, 2018
  - Phi Beta Kappa Visiting Scholar
  - Bolsa Fundação Guggenheim
  - Bolsa do Centro Nacional de Humanidades
  - Bolsa do Centro de Estudos Avançados em Ciências Comportamentais da Universidade de Stanford
  - Doutora Honorária do Bennett College e da Wesleyan University